# Nise da Silveira

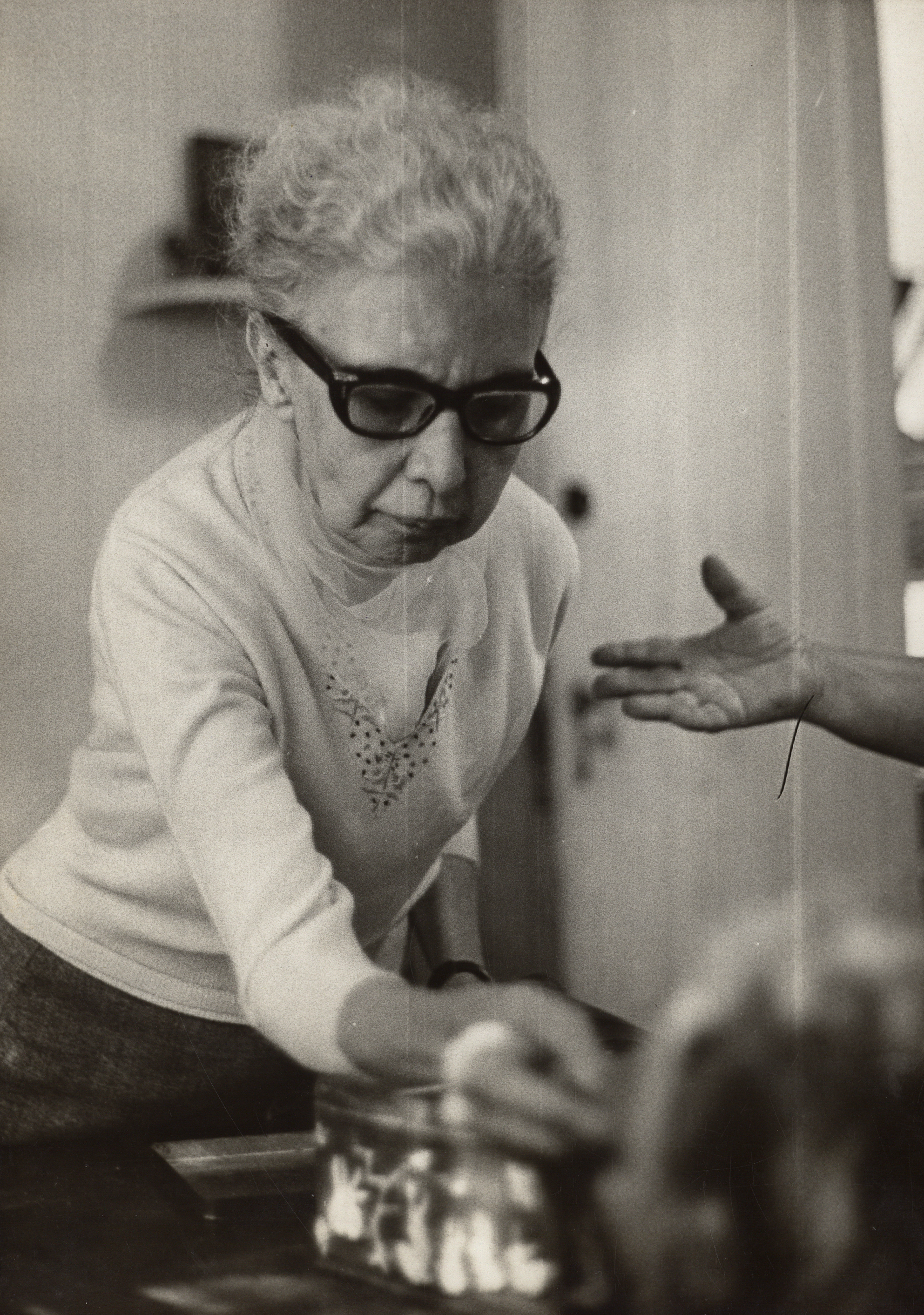
Nise da Silveira, 1970

Nise Magalhães da Silveira (geboren am 15. Februar 1905 in Maceió; gestorben am 30. Oktober 1999 in Rio de Janeiro) war eine brasilianische Psychiaterin und Marxistin. Ihr Wirken war geprägt durch die Ablehnung der damals gängigen, invasiven Methoden der Psychiatrie und der Hinwendung zum psychologischen Verständnis nach C. G. Jung. Sie gründete im Jahr 1952 das Museu de Imagens do Inconsciente (etwa: Museum der Bilder des Unterbewussten). Ihr Leben ist Gegenstand des mehrfach ausgezeichneten Filmes Nise. O Coração da Loucura, der 2015 veröffentlicht wurde.

## Biografie
Über Herkunft und frühe Bildung da Silveiras ist wenig bekannt. Sie wurde in Maceió im Bundesstaat Alagoas geboren und studierte bis 1926 Medizin an der damals noch selbständigen Faculdade de Medicina in Bahia. Sie war die einzige weibliche Absolventin neben 157 Männern. Im folgenden Jahr wurde sie am Krankenhaus Praia Vermelha angestellt.
Zu einem nicht exakt zu bestimmenden Zeitpunkt fand eine dort tätige Krankenschwester kommunistische Literatur, die da Silveira zugeordnet wurde, und denunzierte sie. Es folgten Verhaftung und Haft im Gefängnis, eventuell im Zuge des Kommunistischen Aufstandes im Jahr 1935. Sie ist eine Figur in Graciliano Ramos Werk Memórias do Cárcere (1953). Später ist Nise da Silveira im psychiatrischen Zentrum Pedro II in Engenho de Dentro angestellt. Dort wurden Lobotomie, Insulinschock- oder Cardiazol-Schocktherapie praktiziert – was da Silveira als „Barbarei“ ablehnte. Sie wurde in die Abteilung für Ergotherapie versetzt. Dort entfaltete da Siveira ein umfangreiches Wirken. Sie setzte die Abteilung räumlich instand, vereinbarte Regeln zum sprachlichen Umgang mit Patienten und ermöglichte diesen persönliche und künstlerische Entfaltung. Insbesondere leitete sie Mal-Sitzungen an, durch die – nach ihrem Verständnis – unbewusste Zustände der Psyche zugänglich wurden. Für die Bewahrung der gesammelten Werke gründete sie 1952 das Museu de Imagens do Inconsciente. Das Museum war zugleich Studien- und Forschungszentrum. Das Archiv umfasst rund 350.000 Werke. Einer ihrer Patienten war der Maler Fernando Diniz.
Im Jahr 1956 gründete Nise da Silveira die Casa das Palmeiras, die erste brasilianische Klinik für psychiatrische Behandlungen in Form einer Tagesschule. Dort führte sie die Psychologie nach C. G. Jung in Brasilien ein. Jung stand mit da Silveira im Austausch und eröffnete 1957 auch eine Ausstellung im Museu.
Nise da Silveira verstarb 1999 in Rio de Janeiro.

## Schriften (Auswahl)
- Jung. Vida e Obra. José Álvaro, Rio de Janeiro 1968.
- Imagens do Inconsciente. Alhambra, Rio de Janeiro 1981.
- O Mundo das Imagens. Editora Atica, São Paulo, SP 1992.

Posthum erschien:
- Martha Pires Ferreira (Hrsg.): Senhora das imagens internas. Escritos dispersos de Nise da Silveira. Fundação Biblioteca Nacional, Rio de Janeiro 2008, ISBN 978-85-333-0536-6. (Sammlung kleinerer Schriften).

## Film
- 2015: Nise: The Heart of Madness (original: Nise. O Coração da Loucura), dargestellt von Glória Pires